# Mu Herculis
Désignations
μ Her A : μ1 Her, LFT 1374, LHS 3326, LTT 15266

Mu Herculis (en abrégé μ Her ; en français Mu d'Hercule) est un système d'étoiles quadruple, situé à environ 27,4 années-lumière de la Terre dans la constellation d'Hercule. Les quatre étoiles sont réparties selon une structure double double : une première paire constituée par les étoiles μ Herculis Aa et Ab liée à une seconde paire constituée par les étoiles μ Herculis B et C. Bien que relativement proche dans le ciel, l'étoile μ Herculis D n'est elle pas liée physiquement au système.

## Structure et membres

### μ Herculis A

#### μ Herculis Aa
La première étoile du système, Mu Herculis Aa est une sous-géante jaune, plus grande de 80 % de la taille du Soleil et d'une luminosité plus de deux fois plus grande.

### μ Herculis (BC)
Les deux autres étoiles Mu Herculis B et Mu Herculis C sont des naines rouges d'une taille respective de 48 % et 40 % de celle du Soleil, et d'une luminosité de moins de 1 % pour les deux étoiles. Ces deux étoiles sont séparées d'une distance moyenne de 11,4 ua.
Mu Herculis A est séparé des deux autres étoiles d'une distance de 286 ua.

### μ Herculis D
L'étoile μ Herculis D, située à plusieurs centaines de secondes d'arc, est aussi une naine rouge. Raghavan et al. ont déterminé, en 2010, que cette étoile n'est pas liée physiquement au système, car son mouvement propre est très différent de celui de l'étoile primaire.